# Zilah Machado
Maria Zilah Machado (Porto Alegre, 13 de abril de 1928 — Porto Alegre, 7 de janeiro de 2011) foi uma cantora, compositora e percussionista brasileira.

## Biografia
Afilhada de Lupicinio Rodrigues e considerada uma referência no samba do sul do Brasil, Zilah Machado gravou três discos gravados e mais de 200 composições próprias em seu currículo. Nasceu em família pobre mas aos dez anos foi matriculada em um curso de música erudita, estudando por onze anos com o maestro Roberto Eggers, desenvolvendo-se como soprano ligeiro. 
Nos anos 1960 viajou para a Argentina com a orquestra do maestro Délcio Vieira, em uma turnê de três meses, e na volta passou a cantar em bares de Porto Alegre. Fez um teste na Rádio Gaúcha, que procurava uma substituta para Elis Regina no programa de Maurício Sirotsky Sobrinho, e foi selecionada. Sua apresentação foi um sucesso, o que lhe valeu a fama imediata, cantando Lupicínio, Tom Jobim e Vinícius de Moraes.
Em 1975 foi para o Rio de Janeiro, onde permaneceu por nove anos trabalhando como lavadeira e morando no subúrbio. Tentando uma colocação na TV Globo, cantou Lupicinio Rodrigues e foi contratada. Atuou com músicos notáveis e gravou um disco, Já se dança samba como antigamente (1980), mas ainda sofria com o preconceito racial. Voltou a Porto Alegre, onde permaneceu em atividade até a sua morte. Em 2010 foi homenageada recebendo o Prêmio Açorianos pelo conjunto de sua obra.
Faleceu em janeiro de 2011 em decorrência de um câncer no fígado.

## Prêmios e indicações

### Prêmio Açorianos
| Ano  | Categoria         | Indicação     | Resultado |
| ---- | ----------------- | ------------- | --------- |
| 2009 | Compositor de MPB | Zilah Machado | Indicado  |
| 2009 | Intérprete de MPB | Zilah Machado | Indicado  |
| 2009 | Disco de MPB      | Ziriguindim   | Indicado  |